# 雕紋背唇隆頭魚
雕紋唇隆頭魚，為輻鰭魚綱鱸形目隆頭魚亞目隆頭魚科的其中一種，分布於西南太平洋的澳洲、豪勳爵島、紐西蘭、科瑪狄克群島海域，棲息深度5-40公尺，體長可達50公分，棲息在海草生長的礁石區海域，生活習性不明。

## 擴展閱讀
維基物種上的相關：雕紋唇隆頭魚